# Kazimierz Możdżeń
Kazimierz Możdżeń (ur. 4 marca 1883 w Warszawie, zm. 9 maja 1946 w Iscoyd Park) – podpułkownik saperów Wojska Polskiego, działacz niepodległościowy, kawaler Orderu Virtuti Militari.

## Życiorys
Urodził się 4 marca 1883 roku w Warszawie, w rodzinie Seweryna i Janiny z Grzegorzewskich. Dzieciństwo i młodość spędził w Gruzji. Maturę zdał w Tyflisie w 1901 roku. latach 1902–1903 studiował w Wyższej Szkole Górniczej w Jekaterynosławiu, a w latach 1904–1908 na Wydziale Budowy Maszyn Politechniki Lwowskiej, gdzie wstąpił w szeregi Organizacji Wojskowej „Nieprzejednani”, Związku Walki Czynnej i Związku Strzeleckiego. Studiów nie ukończył, podjął pracę jako technik we Lwowie i Stanisławowie.
Od 4 sierpnia 1914 roku ochotniczo w Legionach Polskich, w 1 kompanii saperów. Przeszedł cały szlak bojowy I Brygady – budował m.in. „Redutę Piłsudskiego” pod Kostiuchnówką. Po kryzysie przysięgowym internowany w Beniaminowie.
Zgłosił się ochotniczo do Wojska Polskiego w dniu 21 sierpnia 1919 roku. Był dowódcą kompanii zapasowej 1 batalionu saperów w Warszawie, następnie został przeniesiony do szkoły Podchorążych Saperów i został szefem inżynierii i saperów Frontu Wołyńskiego. Od 20 kwietnia 1920 do 10 kwietnia 1921 roku był komendantem Kościuszkowskiego Obozu Szkolnego Saperów w Warszawie. W czasie Bitwy Warszawskiej był kierownikiem Robót Odcinka nr 1 w 10 Grupie Fortyfikacyjnej we Włocławku, a prace inżynieryjne prowadził w bezpośredniej styczności z nieprzyjacielem. Od 1 czerwca 1921 roku jego oddziałem macierzystym był 1 pułk saperów. 17 maja 1922 odznaczony został orderem wojskowym „Virtuti Militari" V klasy. 25 listopada 1922 roku otrzymał przeniesienie z Kościuszkowskiego Obozu Szkolnego Saperów do 4 pułku saperów w Sandomierzu na stanowisko dowódcy pułku. Pułkiem dowodził od 21 grudnia 1922 do 26 maja 1926 roku. Jednocześnie pełnił obowiązki komendanta garnizonu Sandomierz. W międzyczasie (15 listopada 1925 roku) został słuchaczem I Kursu Fortyfikacyjnego. Kurs ukończył 25 października 1926 roku z opinią „bardzo dobry” i został referentem Kierownictwa Fortyfikacji Obszaru Warownego „Wilno”. 28 lutego 1927 roku powierzono mu Kierownictwo Fortyfikacji Obszaru Warownego „Górny Śląsk”, które po likwidacji większości obszarów warownych w 1929 roku przemianowano tymczasowo na Referat Fortyfikacyjny 23 Dywizji Piechoty, a następnie na Kierownictwo Fortyfikacji przy 23 Dywizji Piechoty. Z dniem 29 lutego 1932 został przeniesiony w stan spoczynku.
Po zakończeniu służby wojskowej podjął pracę w Zakładach Amunicyjnych „Pocisk” SA w Rembertowie na stanowisku zastępcy kierownika pirotechnicznej stacji doświadczalnej, a następnie kierownika działu. Był prezesem zarządu oddziału Związku Strzeleckiego i wiceprezesem BBWR w Rembertowie. 
W 1934, jako oficer stanu spoczynku pozostawał w ewidencji Powiatowej Komendy Uzupełnień Warszawa Miasto III. Posiadał przydział do Oficerskiej Kadry Okręgowej Nr I. Był wówczas „przewidziany do użycia w czasie wojny”.
W 1939 mieszkał w Warszawie przy ulicy Haukego 3. Po wybuchu wojny przedostał się na Zachód. 14 sierpnia 1940 został przydzielony do Stacji Zbornej Oficerów Rothesay na wyspie Bute w Szkocji. Później został przydzielony Wojskowego Instytutu Technicznego w Londynie. Zmarł 9 maja 1946 w Iscoyd Park, w hrabstwie Shropshire. Pochowany w kwaterze wojskowej na cmentarzu miejskim w Withchurch.
Był żonaty, sprawował opiekę nad pasierbem Władysławem Marianem Toruniem (ur. 5 sierpnia 1924).

## Awanse
- podporucznik – 16 kwietnia 1916[14]
- porucznik – 1917
- kapitan – 1919
- major – 1920
- podpułkownik – 1922 ze starszeństwem z dniem 1 czerwca 1919[15]

## Ordery i odznaczenia
- Krzyż Srebrny Orderu Wojskowego Virtuti Militari nr 7474[1] – 17 maja 1922[5]
- Krzyż Niepodległości z Mieczami – 20 stycznia 1931 „za pracę w dziele odzyskania niepodległości”[16][17]
- Krzyż Walecznych czterokrotnie[18] (po raz pierwszy – 1921[19], po raz drugi, trzeci i czwarty – 1923[20])
- Złoty Krzyż Zasługi – 17 marca 1930 „za zasługi w dziedzinie fortyfikacji”[21]
- Medal Pamiątkowy za Wojnę 1918–1921[22]
- Medal Dziesięciolecia Odzyskanej Niepodległości[22]
- Odznaka „Za wierną służbę” – 23 lipca 1916[23]